# Porthole-Container

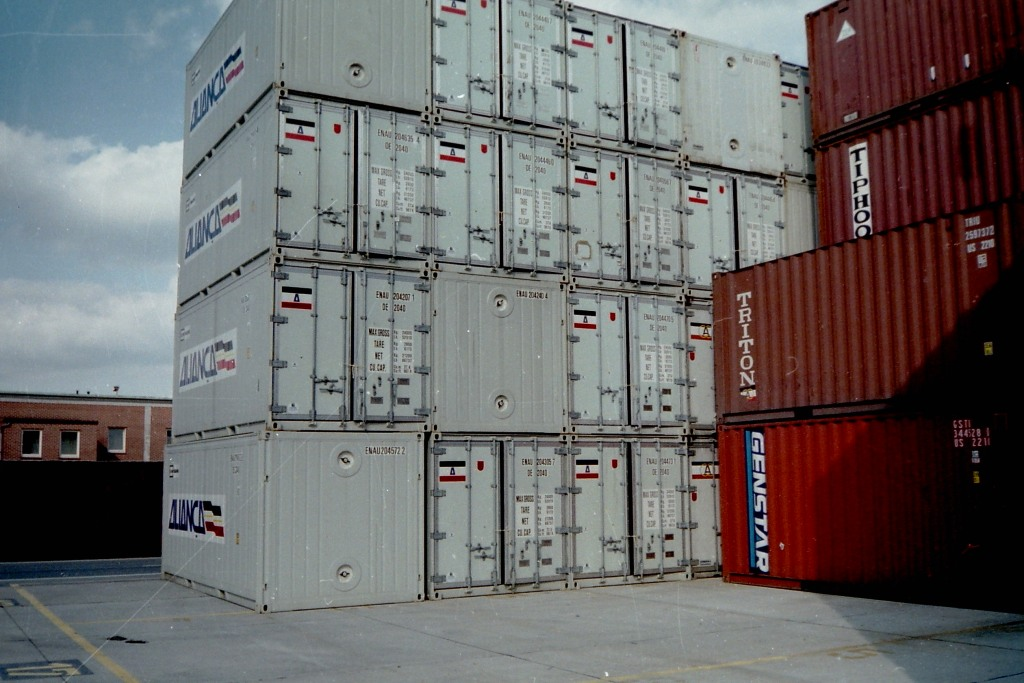
Leere Trockencontainer (Vordergrund rechts) und leere 20-Fuß-Porthole-Container der Reederei Alianca (Bildmitte)

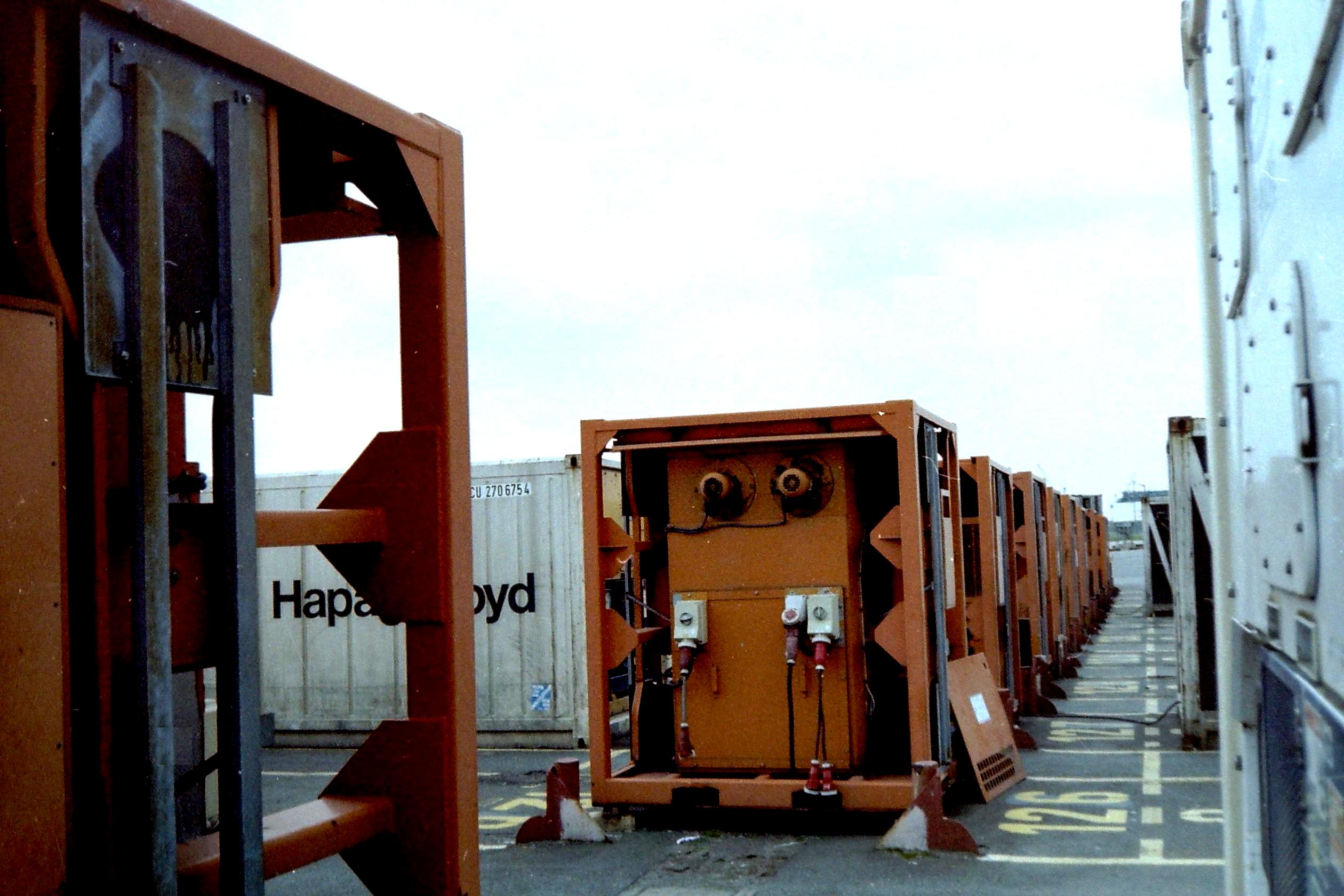
Porthole-Container von Hapag-Lloyd im Hafen an einem Clip-On-Kühltower

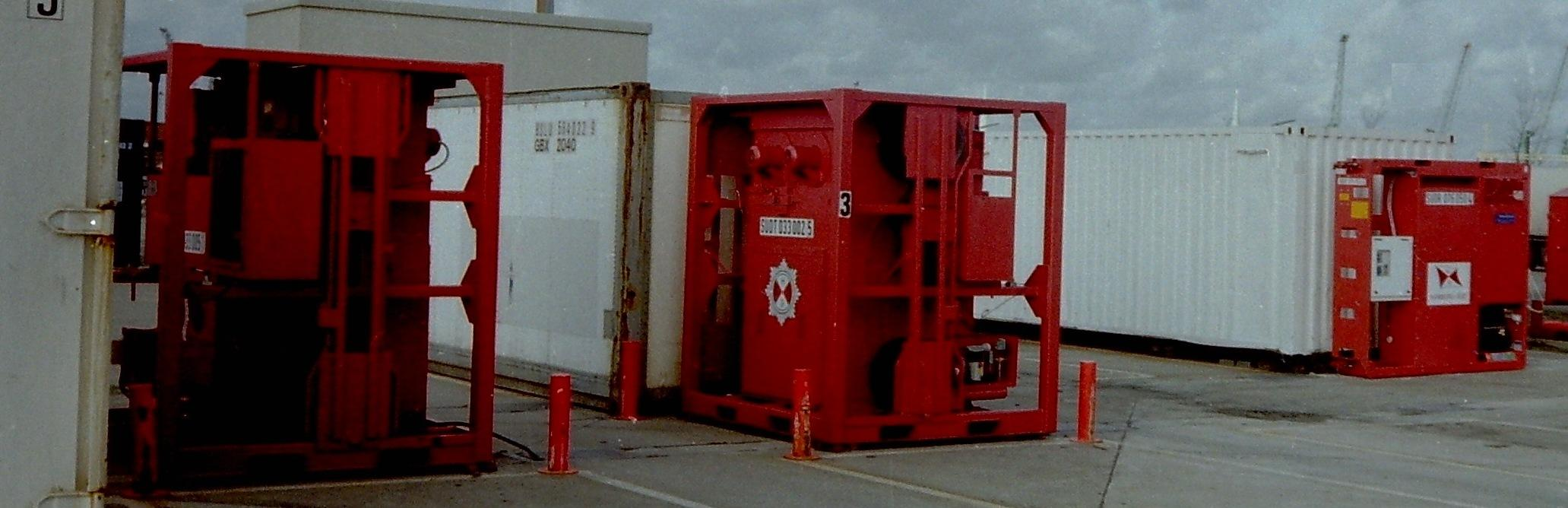
Porthole-Container von Hamburg-Süd mit Clip-On und Kühltower

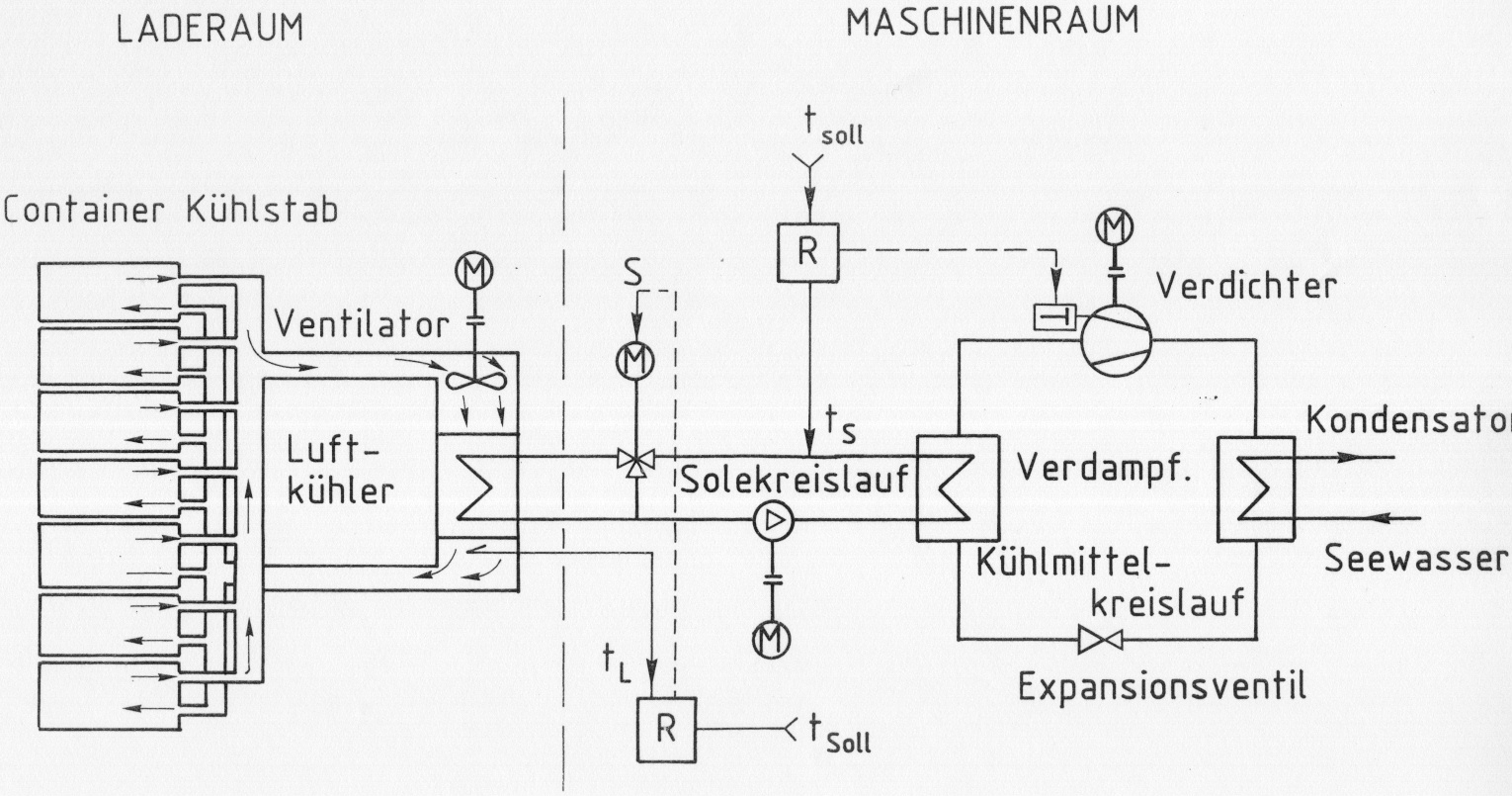
Schematische Darstellung des Systems Kälteanlage, Kühlstab und Porthole-Container im Laderaum eines Kühlcontainerschiffes mit einer CON-Air-Anlage

Porthole-Container wurden auf Containerschiffen mit schiffsfesten Kühlstäben, den sogenannten CON-AIR-Schiffen, eingesetzt. Porthole-Container wurden zur Kühlung an das zentrale Kältesystem der Schiffe angeschlossen, sie hatten im Gegensatz zu Integralcontainern kein eigenes Kälteaggregat. Entwickelt wurde das Conair-System vom Hamburger Unternehmen Grünzweig + Hartmann.

## Prinzip
Porthole-Container wurden durch bordseitige Kälteanlagen gekühlt. Die Kühlung erfolgte durch zwei Öffnungen an der Stirnseite, daher auch der Name Porthole-Container. Durch die untere Öffnung strömt die kalte Luft in den Container, aus der oberen tritt die erwärmte Luft wieder aus. Die Kühlluftversorgung erfolgte an Bord überwiegend durch senkrechte (Con-Air), anfangs durch waagerechte Kühlstäbe (Hall). Diese Kühlstäbe sind isoliert und in Zu- und Abluftkanal unterteilt. Jeder Kühlstab hat einen Luftkühler und Umwälzlüfter, die die Luft durch die Kühlstäbe und parallel geschalteten Kühlcontainer drücken und anschließend im Luftkühler wieder abkühlen. Damit kann pro Kühlstab eine Temperatur gefahren werden. Pro Kühlstab konnten je nach Schiffshöhe fünf bis neun Container angeschlossen werden.

## CON-AIR-Schiffe
In die Gruppe der CON-AIR-Schiffe konnte man in den 1980er und 1990er Jahren weltweit etwa 100 Containerschiffe einordnen, die mit 100 und mehr Stellplätzen (max. 1273) für Porthole-Container unter Deck ausgestattet waren. Das waren seinerzeit etwa 5 % der weltweiten Containerschiffsflotte, vorwiegend Linienschiffe, die in Nord-Süd-Containerdiensten mit viel Kühlladung beschäftigt waren. Die Mairangi Bay, ein 1978 beim Bremer Vulkan gebautes CON-AIR-Schiff, zählte mit 1273 R-TEU-Stellplätzen lange Zeit zu den Containerschiffen mit der größten Kühlkapazität.
Ab dem Jahr 2000 wurden die Porthole-Container durch Integralcontainer abgelöst und die CON-AIR-Schiffe durch Containerschiffe mit Steckdosen für Integralcontainer ersetzt.